# جهجه عباسیان
جهجه عباسیان (به انگلیسی: Jajjah Abbasiyan) یک روستا در پاکستان است که در پنجاب واقع شده‌است.